# الزا تریوله
الزا تریوله یا الا کاگان (روسی: Элла Юрьевна Каган؛ ۲۴ سپتامبر ۱۸۹۶ – ۱۶ ژوئن ۱۹۷۰) نویسنده اهل امپراتوری روسیه بود. او از مبارزان نهضت مقاومت فرانسه بود و برندهٔ جوایزی همچون جایزه گنکور شده‌است. او همچنین با اسم مستعار لوران دانیل نیز شناخته می‌شود.
او همسر لویی آراگون، شاعر سورئالیست اهل فرانسه است.

## زندگی‌نامه
نام واقعی او الا کاگان بود که پس از ازدواج با اولین همسر خود، این نام را تا آخر عمر حفظ کرد. مادر او پیانیستی با استعداد اما نه حرفه‌ای و پدرش وکیل متخصص دعاوی هنرمندان و نویسندگان بود.
خواهر بزرگتر او، لیلی، که در سال ۱۹۰۵ به نهضت انقلاب روسیه می‌پیوندد و در سال ۱۹۱۵ با شاعر معروف ولادیمیر مایاکوفسکی ازدواج می‌کند، موجب آشنایی او با لویی آراگون می‌شود.
الزا و لویی پس از آشنایی تا آخر عمر در کنار یکدیگر زندگی کردند و عشق میان این دو باعث خلق آثار بی‌شماری توسط لویی آراگون شد.

## کتابشناسی
- Lilly Marcou, Elsa Triolet: les yeux et la mémoire, Paris, Plon, coll. " biographiesxœœ» , 1994, 417 p. (ISBN 978-2-259-02650-5, OCLC ۳۲۷۰۴۴۷۰).»
- Dominique Desanti, Elsa-Aragon: le couple ambigu, Paris, Belfond, 1994 (réimpr. 1997), 414 p. (ISBN 978-2-714-43228-5).